# 令狐緒
令狐绪（?—?），唐朝宜州华原（今陕西耀州）人，令狐楚之子，令狐绹之兄。
令狐绪以恩荫授官，历任随州、寿州、汝州三州刺史。唐宣宗想用令狐楚的儿子，白敏中回答：“令狐绪年少风痹，不堪用。令狐綯现在守湖州。”于是任用令狐綯为宰相。令狐绪担任汝州防御使，有善政，大中十一年（857年）八月，汝州人到京师请立碑颂德。令狐绪以弟令狐綯在中书，上言：“臣先父元和年间特承恩顾，弟令狐綯官位没有通过别人，出自陛下的圣意。臣看到诏书，以臣担任汝州刺史之日，粗立政劳，官民求立碑颂，于是请求取消。臣任随州之日，随州人请留，得上下的考绩。及转任河南少尹，加金紫。此名已使得京城知晓，不必再立碑颂，请求赐停。”唐宣宗嘉其意，同意了他的意见。